# Hans Verheyen
Hans Verheyen (* 6. April 1944 in Aldekerk) ist ein ehemaliger deutscher Politiker (Bündnis 90/Die Grünen). Von 1980 bis 1982 war er der Landessprecher des nordrhein-westfälischen Landesverbands der Grünen.
Verheyen war von 1983 bis 1985 Mitglied des 10. Deutschen Bundestages und galt als Haushaltsexperte in seiner Fraktion. Er schied am 30. März 1985 aufgrund des Rotationsprinzips der Bundestagsfraktion der Grünen aus dem Bundestag aus. Nachfolger war Norbert Mann.
Verheyen wohnte unter anderem in Bonn und arbeitete bei der NRW-Stiftung Umwelt und Entwicklung.